# Цюблин-Шпиллер, Эльзе
Эльзе Цюблин-Шпиллер (нем. Else Züblin-Spiller, урожд. Эльзе Шпиллер; 1 октября 1881, Лейкс, Винтертур — 11 апреля 1948, Кильхберг, Цюрих) — швейцарская журналистка и соучредительница продолжающей существовать некоммерческой организации «Schweizer Verband Soldatenwohl». В 1904 году начала работать в типографии издательства «Jean Frey», после чего стала сотрудничать с газетой «Neue Zürcher Zeitung»; в 1911 году стала первым редактором политической газеты «Schweizerische Wochenzeitung».

## Биография
Эльзе Шпиллер родилась 1 октября 1881 года в Лейкс (Винтертур) в семье механика компании «Sulzer AG», скончавшегося от туберкулеза в возрасте 39 лет. После смерти отца, мать Эльзе (с тремя детьми) переехала в маленький дом в Валлизеллене, имевший собственное небольшое фермерское хозяйство. Чтобы помочь семье выжить, Эльзе начала работать в бумажной промышленности и в гостиничной индустрии.
В 1904 году Эльзе Цюблин-Шпиллер устроилась на работу в типографию цюрихского издательства «Jean Frey AG», где начала писать небольшие репортажи для целого ряда швейцарских газет. Позднее она стала автором общественно-политических статей, выходивших в «Neue Zürcher Zeitung» (NZZ) — а в 1911 году стала первым редактором политической газеты «Schweizerische Wochenzeitung». В то же время она сама редактировала издание «Schweizer Hauszeitung» и руководила пресс-службой «Армии спасения». Среди прочего она писала репортажи о жизни трущоб крупных городов Европы того времени, по которым путешествовала сама.
В 1914 году Цюблин-Шпиллер основала «Швейцарскую ассоциацию социального обеспечения солдат» (Schweizer Verband Soldatenwohl) как некоммерческую организацию, которая бы обеспечивала швейцарских солдат дешёвой и здоровой пищей — и противодействовала широкому злоупотреблению алкоголем. Под её руководством в период Первой мировой войны — с ноября 1914 до конца 1919 года — во всей Швейцарии было открыто около 1000 «солдатских комнат» — безалкогольных общественных мест, где солдаты могли проводить свое свободное время; в годы Второй мировой войны таких заведений было около 700.
В 1916 году Шпиллер — в сотрудничестве с Федеральным министерством обороны страны и Швейцарским Красным Крестом — основал общество «Soldatenfürsorge», в котором с 1917 года также работали раненые солдаты. В конце Первой мировой войны она сопровождала около двух сотен швейцарских промышленников в путешествии в США: предприниматели интересовались ленточными конвейерами Детройтского автомобильного завода. После войны она стала работать с пролетариями в родном Винтертуре и его окрестностях: открыла безалкогольные столовые на фабриках в стиле солдатских комнат. В 1918 году первая такая комната была открыта на фабрике «Maschinenfabrik Gebrüder Bühler» (сегодня — «Bühler Holding AG») в Уцвиле. Сеть столовых быстро расширялась и в 1920 году в общество стало назваться «Schweizer Verband Volksdienst» (SV); в начале XXI века «SV Foundation», как основной акционер «SV Group», ставит себе задачей сохранить основополагающие идею проекта Шпиллер.
Эльзе Цюблин-Шпиллер была также и активисткой швейцарского женского движения: она участвовала в работе первой Выставки женского труда в Швейцарии (1928). Скончалась 11 апреля 1948 года в Кильхберге (кантон Цюрих).

## Работы
- Slums. Erlebnisse in den Schlammvierteln moderner Grossstädte. 1911.
  - Slums. Erlebnisse in den Schlammvierteln moderner Grossstädte, Czernin Verlag, Wien 2008, ISBN 978-3-7076-0267-8.
- Von der Not des Lebens. Handelsdepartement der Heilsarmee, Bern 1913.
- Aus unseren Soldatenstuben. Geleitwort von Theophil Sprecher von Bernegg, Verlag Schweizer Verband Volksdienst (Soldatenwohl), 1915.
- Aus meinem Leben. Erinnerungen. Rascher Verlag, Zürich 1929.
- 30 Jahre Volksdienst-Soldatenwohl. Schweizer Verband Volksdienst-Soldatenwohl, Zürich 1944.

## Семья
В 1921 году Эльзе Шпиллер вышла замуж за профессора, доктора медицинских наук Эрнста Цюблина (1876—1949).